# Овчеполци
Овчеполци е село в Южна България. То се намира в община Пазарджик, област Пазарджик.

## География
Село Овчеполци се намира в Южен централен планов регион на България и е част от община Пазарджик.

## Галерия
- Овчите хълмове
- Овчите хълмове
- Овчите хълмове
- с. Овчеполци
- Овчите хълмове.
- Кметство Овчеполци
- Центърът на Овчеполци